# Рафадали
Рафадали (итал. Raffadali) је насеље у Италији у округу Агриђенто, региону Сицилија.
Према процени из 2011. у насељу је живело 11992 становника. Насеље се налази на надморској висини од 423 м.

## Становништво
Према резултатима пописа становништва 2011. у општини је живело 12.837 становника.
| 1931.  | 1936.  | 1951.  | 1961.  | 1971.  | 1981.  | 1991.  | 2001.  | 2011.  |
| ------ | ------ | ------ | ------ | ------ | ------ | ------ | ------ | ------ |
| 11.072 | 11.207 | 12.184 | 12.643 | 12.798 | 13.853 | 13.952 | 13.336 | 12.837 |